# Rezerwat przyrody Przełom Sanu pod Grodziskiem
Przełom Sanu pod Grodziskiem – rezerwat przyrody położony na terenie gmin Lesko, Olszanica oraz Solina w województwie podkarpackim.
- numer według rejestru wojewódzkiego: 86
- powierzchnia: 100,59 ha[1] (akt powołujący podawał 100,24 ha[2])
- dokument powołujący: Dz. Urz. Woj. Podkarpackiego 03.90.1539
- rodzaj rezerwatu: krajobrazowy[1]
- przedmiot ochrony (według aktu powołującego): część doliny Sanu wraz ze wzgórzem Grodzisko i porastające go lasy z licznymi gatunkami roślin chronionych i rzadkich w runie[1]